# Селиште (Фојница)
Селиште је насељено место у Босни и Херцеговини у општини Фојница. Административно припада Федерацији Босне и Херцеговине, односно њеном Средњобосанском кантону. Према попису становништва из 2013. у насељу није било становника, а већинску популацију у ранијем периоду чинили су Хрвати.

## Становништво
По последњем службеном попису становништва из 2013. године у овом насељу није било становника, а село је раније било етнички хомогено са већинском хрватском популацијом.
| Националност | 2013. | 1991.       | 1981.       | 1971.       |
| Бошњаци      | —     | 0           | 0           | 1 (2,12%)   |
| Хрвати       | —     | 18 (94,74%) | 29 (100,0%) | 45 (95,74%) |
| Срби         | —     | 1 (5,26%)   | 0           | 1 (2,12%)   |
| Укупно       | 0     | 19          | 29          | 47          |